# Andrey Pushkar
Andrey Pushkar est un compétiteur de bras de fer sportif professionnel né le 6 août 1985 dans la ville de Kremenets en Ukraine et mort le 14 novembre 2018 dans un accident de voiture. Il gagne son premier titre international en 2003 au championnat d'Europe (EAF). Depuis lors il a remporté des dizaines de compétitions partout dans le monde dans la catégorie des super-lourds. Il est marié à Svitlana Pushkar avec qui il a un garçon nommé Lev. Il était propriétaire d'une salle de musculation (le Coliseum Sport Club) à Kremenets avec un ami.

## Mensurations
Ses mensurations sont les suivantes :
- Taille 1,92 m
- Poids 125 à 135 kg
- Avant bras 46-47 cm
- Biceps 51-54 cm

## Style de combat
Pushkar était un des ferristes les plus explosifs du circuit mondial. Ses matchs étaient souvent gagnés en quelques secondes. Sa technique de prédilection était la "side pressure". Elle consiste à appliquer une force latérale en balançant son buste de côté. C'est le plus court chemin entre la position de départ et le coussin de victoire (winpad). Sa plus grande faiblesse était l'endurance. C'est pour cela que ses résultats en vendetta sont mitigés, jusqu'en 2012, face à des athlètes très endurant comme Devon Larratt, Dennis Cyplenkov, Travis Bagent ou Mikael Todd. À partir de 2015, il enchaine les victoires contre Richards Lupkes, Dmitri Trubin et prend même sa revanche contre Todd.

## Palmarès
|      | EAF              | EAF         | WAF         | WAF         | ZLOTY      | ZLOTY      | ZLOTY       | ZLOTY       | A1 RUSSIAN | A1 RUSSIAN |
|      | GAUCHE           | DROITE      | GAUCHE      | DROITE      | GAUCHE     | DROITE     | OPEN GAUCHE | OPEN DROITE | GAUCHE     | DROITE     |
| ---- | ---------------- | ----------- | ----------- | ----------- | ---------- | ---------- | ----------- | ----------- | ---------- | ---------- |
| 2003 | 2e junior +78 kg |             |             |             |            |            |             |             |            |            |
| 2004 | 1er +110 kg      |             | 2e +110 kg  | 2e +110 kg  |            |            |             |             |            |            |
| 2005 |                  | 3e +110 kg  | 2e 110 kg   | 3e 110 kg   |            | 1er +95 kg |             | 4e          |            |            |
| 2006 | 1er 110 kg       | 1er 110 kg  | 3e 110 kg   | 1er 110 kg  |            |            |             |             |            |            |
| 2007 | 1er 110 kg       | 1er 110 kg  | 2e +110 kg  | 1er +110 kg | 1er +95kg  | 1er +95kg  | 1er         | 2e          |            |            |
| 2008 | 1er +110 kg      | 1er +110 kg | 1er +110 kg | 1er +110 kg |            |            |             |             |            |            |
| 2009 | 1er +110 kg      | 1er +110 kg | 1er +110 kg | 1er +110 kg | 2e +95 kg  | 2e +95 kg  | 2e          | 3e          |            |            |
| 2010 | 1er +110 kg      | 2e +110 kg  | 1er +110 kg | 1er +110 kg | 2e +95 kg  | 2e +95 kg  |             | 2e          |            |            |
| 2011 | 1er +110 kg      | 1er +110 kg | 1er +110 kg | 1er +110 kg | 2e +95 kg  | 2e +95 kg  | 1er         | 2e          |            |            |
| 2012 | 1er +110 kg      | 1er +110 kg | 1er +110 kg | 1er +110 kg | 1er +95kg  | 1er +95kg  | 1er         | 1er         | 2e open    | 2e open    |
| 2013 | 1er +110 kg      | 1er +110 kg |             |             | 2e +95 kg  | 3e +95 kg  | 2e          | 1er         | 2e open    | 2e open    |
| 2014 |                  |             |             |             |            |            |             |             | 2e open    | 1er open   |
| 2015 |                  |             |             |             | 1er +95kg  | 1er +95kg  | 1er         | 1er         | 1er open   | 1er open   |
| 2016 |                  |             |             |             | 2e +105 kg | 3e +105 kg | 1er         | 1er         |            |            |

## Vendetta
- 2004: Défaite 1-2 contre Taras Ivakin (BD)[9]
- 2005: défaite 1-5 contre Travis Bagent (BD)
- 2006: défaite 2-4 contre Travis Bagent (BD)
- 2007: victoire 6-0 contre Normunds Tomsons (BD)
- 2008: défaite 0-6 contre Dennis Cyplenkov (BG)
- 2012: défaite 0-6 contre Mikaël Todd (BD)
- 2012 défaite 1-5 contre Devon Larratt (BG)
- 2015 : victoire 6-0 contre Richard Lupkes (BD)
- 2016: victoire 5-1 contre Dmitri Trubin (BD)
- 2017: victoire 4-2 contre Mikaël Todd (BD)

## Décès
Le 15 novembre 2018, alors qu'il faisait route pour l'aéroport de Kiev pour se rendre au Zloty Tur avec Oleg Zhokh et le père d'Oleg, Andrey Pushkar a perdu le contrôle de sa Citroën avant de percuter un camion de face. Andrey et le père d'Oleg sont morts. Oleg a été transporté en soins intensifs. Il avait un bras cassé, un hématome à la tête et des organes ont été touchés. Pushkar devait prendre sa revanche en vendetta du bras droit face Dennis Cyplenkov le 18 novembre 2018. La compétition a été maintenu pour lui rendre hommage. Tous les athlètes du tournoi portaient un brassard noir au bras. Cyplenkov a donné la ceinture de champion à la famille du défunt.